# Sammakkojärvi (Jukkasjärvi socken, Lappland, 749981-176158)
Sammakkojärvi är en sjö i Kiruna kommun i Lappland och ingår i Kalixälvens huvudavrinningsområde.